# Meall a’ Chrasgaidh
Der Meall a’ Chrasgaidh ist ein als Munro eingestufter, 934 m (3.064 ft) hoher Berg in den schottischen Highlands. Sein gälischer Name kann in etwa mit Berg der Kreuzung übersetzt werden. Er ist einer von zehn Munros in der Berggruppe der Fannichs, gut 50 Kilometer nordwestlich von Inverness.
Im Vergleich mit seinen südlichen Nachbarn, dem 1.109 m (3.638 ft) hohen Sgùrr Mòr und dem 1.093 m (3.586 ft) hohen Sgùrr nan Clach Geala, den beiden höchsten Gipfeln der Fannichs, ist der Meall a’ Chrasgaidh ein wenig auffälliger Berg. Sowohl bei Annäherung von Norden wie auch von den Gipfeln der beiden höheren Munros wirkt der in etwa die Form einer flachen, dreiseitigen Pyramide besitzende Meall a’ Chrasgaidh aufgrund seiner geringeren Höhe eher wie ein Vorgipfel. Er liegt etwas abseits der Hauptkette der Fannichs, mit der er westlich des Càrn na Crìche, eines 961 m (3.153 ft) hohen Vorgipfels des Sgùrr Mòr, über den Am Burach, einen Bergsattel auf 819 m Höhe verbunden ist. Während der Meall a’ Chrasgaidh nach Westen und Südwesten mit gras- und heidebedeckten Hängen vergleichsweise moderat abfällt, weist er nach Norden und Nordosten steilere, felsdurchsetzte Seiten auf. Der West- und Südgrat sind gerundet und wenig ausgeprägt, der Nordostgrat ist felsiger und führt bis zu einem kleinen, 663 m hohen Vorgipfel. Östlich des Berges liegt der Loch a’ Mhadaidh, der Westhang reicht fast bis an die Ufer von Loch a’ Bhraoin.

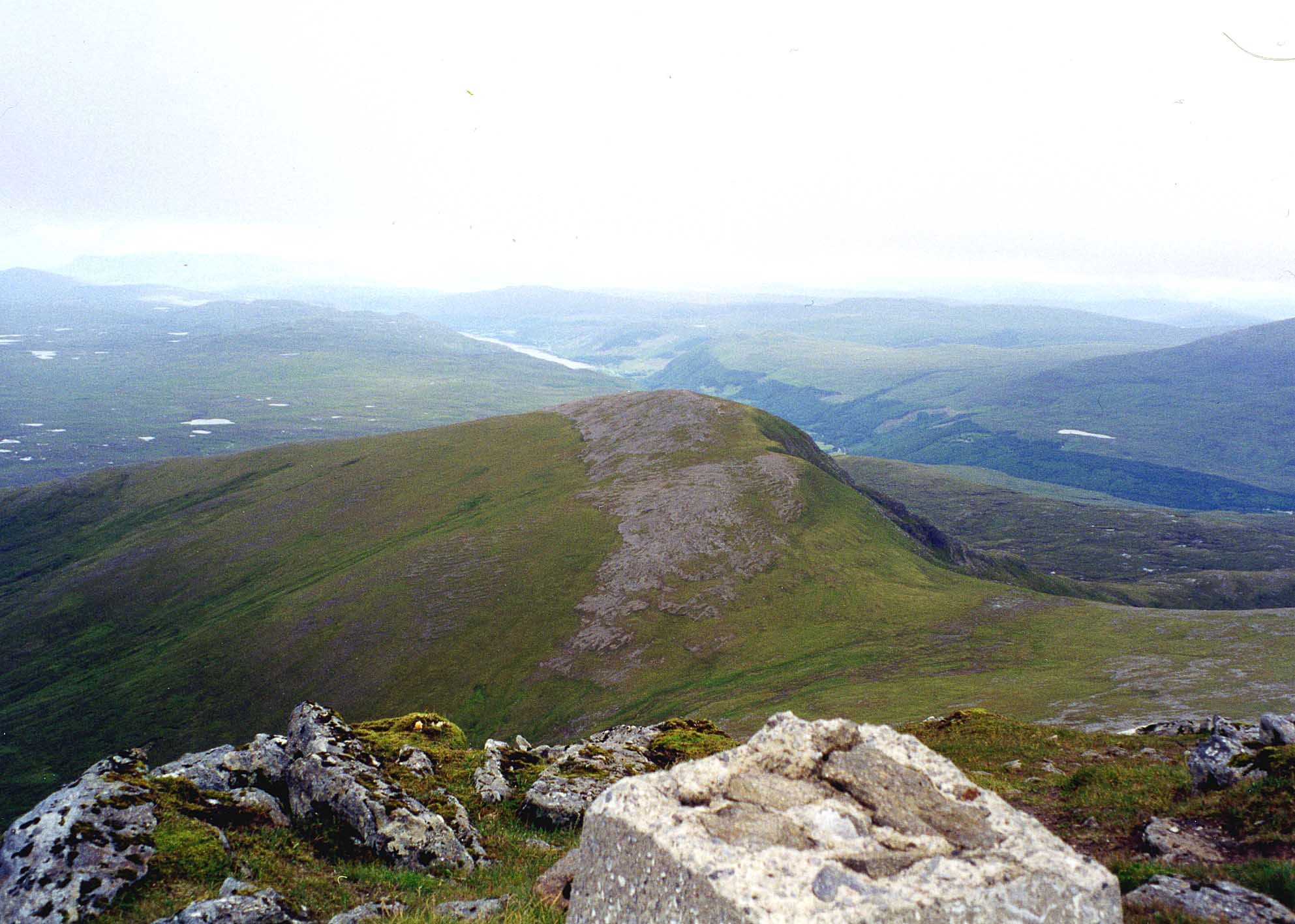
Blick vom Sgùrr nan Clach Geala zum Meall a’ Chrasgaidh
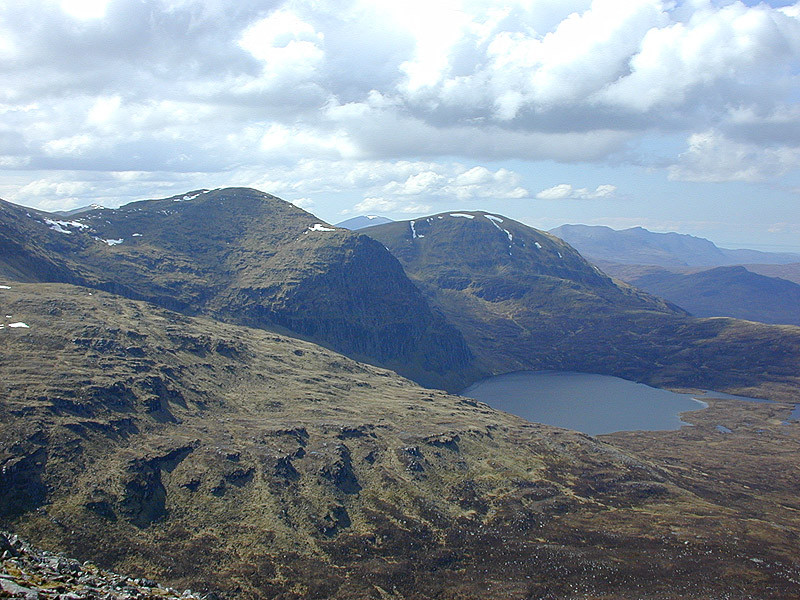
Blick vom südöstlich liegenden Beinn Liath Mhòr Fannaich über Loch a’ Mhadaidh zum Meall a’ Chrasgaidh
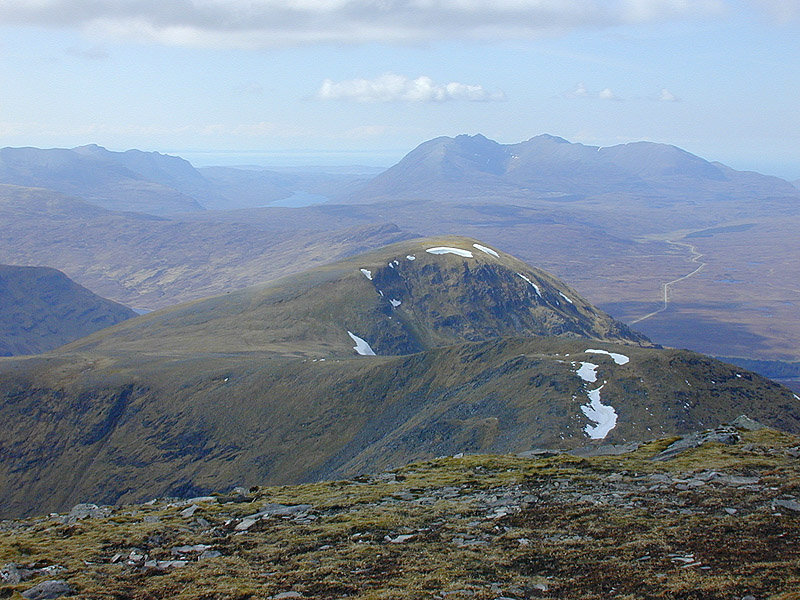
Der Meall a’ Chrasgaidh vom Sgùrr Mòr aus gesehen, im Hintergrund der An Teallach
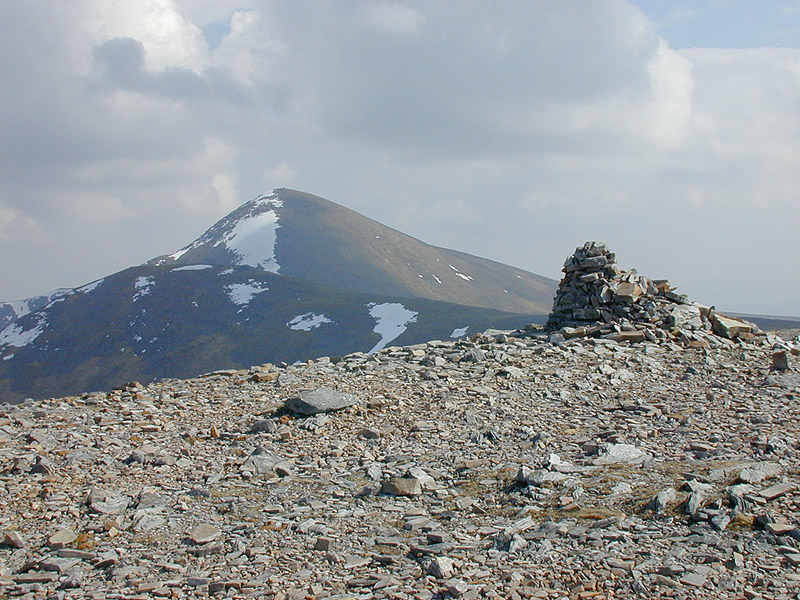
Der Gipfelcairn des Meall a’ Chrasgaidh, im Hintergrund der Sgùrr Mòr

Die zentrale Kette der Fannichs liegt abseits öffentlicher Straßen und erfordert relativ lange Anstiege. Der Meall a’ Chrasgaidh liegt im Norden der Berggruppe und ist daher von einem Abzweig der A832 westlich von Braemore Junction in der Nähe des Ostendes von Loch a’ Bhraoin vergleichsweise schnell zu erreichen. Viele Munro-Bagger besteigen ihn im Rahmen einer Rundtour über weitere Munros der Bergkette, meistens über den Sgùrr nan Clach Geala und den Sgùrr nan Each oder über den Sgùrr Mòr. Der Aufstieg zweigt südöstlich von Loch a’ Bhraoin von einem Jagdpfad ab und führt weglos über die Westflanke des Meall a’ Chrasgaidh zum durch einen Cairn markierten Gipfel.